# Cypraea annettae
Cypraea annettae är en snäckart som beskrevs av Dall 1909. Cypraea annettae ingår i släktet Cypraea och familjen Cypraeidae. Inga underarter finns listade i Catalogue of Life.

## Bildgalleri

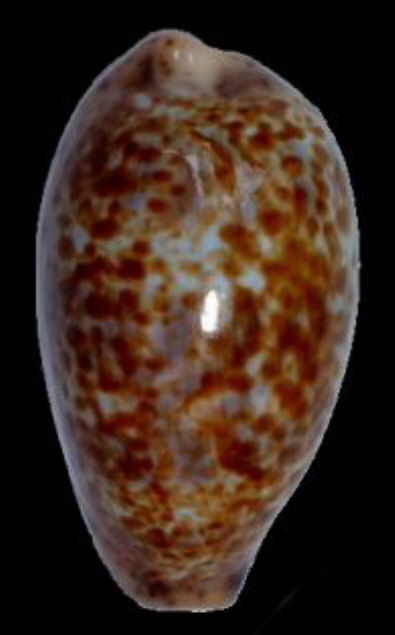
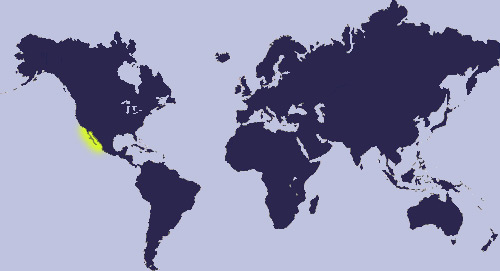